# 179874 Bojanvrsnak
179874 Bojanvrsnak este o planetă minoră (asteroid), cu un diametru de 2,053 km, din centura de asteroizi. A fost descoperită pe 4 octombrie 2002 la Observatorul Apache Point de Sloan Digital Sky Survey și a fost numită după Bojan Vršnak⁠(d). 
Obiectul prezintă o orbită caracterizată de o semiaxă mare de 2,5705483620885 UAi, o excentricitate de 0,19964130140835, o înclinație de 11,959275946042 ° în raport cu ecliptica.